# Kota Matsum IV
Kota Matsum IV is een bestuurslaag in het regentschap Medan van de provincie Noord-Sumatra, Indonesië. Kota Matsum IV telt 8251 inwoners (volkstelling 2010).